# Pedro Romana

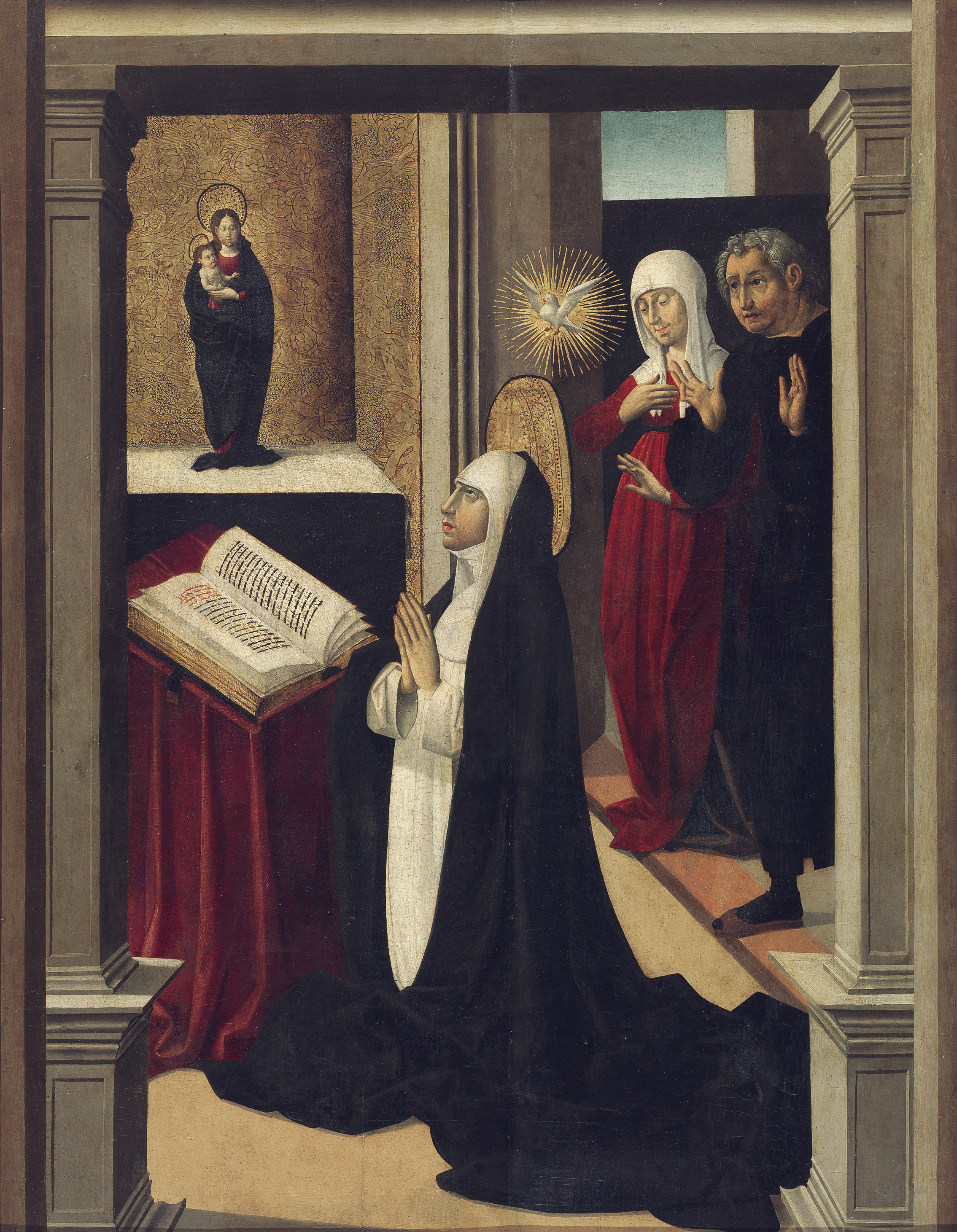
Vocació de Santa Caterina de Siena, oli sobre taula, 95 x 72 cm. Madrid, Museu del Prado

Pedro Romana (c. 1460-1529) va ser un pintor renaixentista espanyol actiu a Còrdova.

## Biografia
Nascut probablement a Còrdova, allí se li documenta a partir de 1488, data en la qual va contractar juntament amb Luis Fernández la pintura del retaule major de l'església de Sant Agustí. Perdudes aquestes pintures, com les seves restants obres documentades, el seu estil s'ha pogut reconstruir gràcies a l'única obra signada que es coneix: l'Adoració dels Reis del retaule de Sant Andreu de l'església parroquial d'Espejo. Les influències de la pintura quatrecentista italiana que es manifesten en aquesta taula, juntament amb l'interès per les àmplies arquitectures classicistes, pot explicar-se per la influència d'Alejo Fernández, arribat a Còrdova cap a 1496, l'estil del qual tradueix Romana amb certa sequedat. Són aquestes característiques les que han permès atribuir-li algunes altres taules, entre les quals destaca la Verge amb el Nen del Museu de Belles Arts de Còrdova, entronitzada i emmarcada per un arc que li serveix per centrar l'escena alhora que evoca connotacions triomfals.
En la pintura i daurat del retaule d'Espejo, destinat a la capella de Gonzalo Ruiz de Lucena, les obres de la qual es van donar per concloses el 1504, és probable, en opinió de Diego Angulo Íñiguez, que col·laborés amb un altre mestre, no identificat. Exemple d'aquesta col·laboració proporciona un document de cessió, datat a l'octubre de 1522, pel qual traspassava a Pedro Fernández la quarta part de la pintura i daurat del retaule de la parroquial de Morente. D'aquest retaule es conserven quatre taules en el Palau Episcopal: Anunciació, Naixement del Nen Jesús, Adoració dels Reis Mags i Martiri de Sant Sebastià, que pel seu estil proper al del retaule d'Espejo es consideren obres de Romana.
Va iniciar uns negocis, i el 1528 va ser empresonat per deutes, de les quals es va fer càrrec el seu cunyat, el pintor Pedro Anzures, qui li havia estat també fiador en el cas d'un altre deute, que havia contret per la renda d'un mas, per valor de 31 faneques d'ordi i 16 de blat.
El 1529 havia mort, perquè consta que en aquest any la seva vídua, Catalina Fernández, i el seu fill, Pedro Fernández Romana, van liquidar el que li corresponia d'un retaule que, a la seva mort, tenia contractat per 39.000 reals amb l'església del Carpio, si bé dues cinquenes parts de l'obra les hi havia cedit al seu cunyat i una altra cinquena part havia donat a Luis Fernández.